# Панама на летних Олимпийских играх 1952
Панама принимала участие в Летних Олимпийских играх 1952 года в Хельсинки (Финляндия) в третий раз за свою историю, но не завоевала ни одной медали. Сборная страны состояла из одного спортсмена. Впервые в истории на Олимпиаде выступил панамский тяжелоатлет, который получил нулевую оценку в рывке и остался без места.

## Результаты

### Тяжёлая атлетика
| Спортсмен    | Весовая категория | Жим       | Жим   | Рывок             | Рывок             | Толчок               | Толчок               | Сумма                | Место                |
| Спортсмен    | Весовая категория | Результат | Место | Результат         | Место             | Результат            | Место                | Сумма                | Место                |
| ------------ | ----------------- | --------- | ----- | ----------------- | ----------------- | -------------------- | -------------------- | -------------------- | -------------------- |
| Карлос Чавес | до 60 кг          | 90,0      | 7     | нулевой результат | нулевой результат | Завершил выступления | Завершил выступления | Завершил выступления | Завершил выступления |